# 李安 (成漢)
李安（?—?），字武龍，五胡十六国時代成漢人物。
李安幼年丧親，養于外戚羅夫人家。元康元年（291年）避乱入蜀地。永寧元年（301年），李特起兵，李安跟从征伐，以勇烈馳名，李特把他当做養子。驍騎将軍李驤让他担任自己的帳下督護，多立战功，大受信任。永寧二年（302年），西晋益州刺史羅尚派遣苻成、隗伯攻打郫城，李驤迎战不利，負傷落馬。士卒亡散，只有李安、任回在側。隗伯率数千騎来到，声叱李安：「武龍，我所取的有别人。卿应避我」。李安听后，瞪着眼说道：「我不给你！」于是躍馬直進，刺向隗伯，最終晋军撤退。